# العلاقات الكيريباتية الميانمارية
العلاقات الكيريباتية الميانمارية هي العلاقات الثنائية التي تجمع بين كيريباتي وميانمار.

## مقارنة بين البلدين
هذه مقارنة عامة ومرجعية للدولتين:
| وجه المقارنة                                              | كيريباتي                        | ميانمار          |
| --------------------------------------------------------- | ------------------------------- | ---------------- |
| المساحة (كم2)                                             | 811                             | 676.58 ألف       |
| عدد السكان (نسمة)                                         | 116.40 ألف                      | 53.37 مليون      |
| الكثافة السكانية (ن./كم²)                                 | 14.35 ألف                       | 78.88            |
| العاصمة                                                   | جنوب تاراوا                     | نايبيداو، يانغون |
| اللغة الرسمية                                             | لغة إنجليزية، اللغة الكيريباتية | اللغة البورمية   |
| العملة                                                    | دولار كريباتي، دولار أسترالي    | كيات ميانماري    |
| الناتج المحلي الإجمالي (بليون دولار)                      | 196.15 مليون                    | 69.32 مليار      |
| الناتج المحلي الإجمالي (تعادل القوة الشرائية) بليون دولار | 224.26 مليون                    | 282.95 مليار     |
| الناتج المحلي الإجمالي الاسمي للفرد دولار أمريكي          | 1.42 ألف                        | 1.16 ألف         |
| الناتج المحلي الإجمالي للفرد دولار أمريكي                 | 1.81 ألف                        |                  |
| مؤشر التنمية البشرية                                      | 0.590                           | 0.536            |
| رمز المكالمات الدولي                                      | +686                            | +95              |
| رمز الإنترنت                                              | .ki                             | .mm              |
| المنطقة الزمنية                                           |                                 | ت ع م+06:30      |

## منظمات دولية مشتركة
يشترك البلدان في عضوية مجموعة من المنظمات الدولية، منها:
| علم المنظمة | اسم المنظمة                   | تاريخ انضمام كيريباتي | تاريخ انضمام ميانمار |
| ----------- | ----------------------------- | --------------------- | -------------------- |
|             | مؤسسة التنمية الدولية         | 2 أكتوبر 1986         | 5 نوفمبر 1962        |
|             | مؤسسة التمويل الدولية         | 2 أكتوبر 1986         | 3 ديسمبر 1956        |
|             | منظمة حظر الأسلحة الكيميائية  | ?                     | ?                    |
|             | الأمم المتحدة                 | 14 سبتمبر 1999        | 19 أبريل 1948        |
|             | الاتحاد الدولي للاتصالات      | 3 نوفمبر 1986         | 15 سبتمبر 1937       |
|             | البنك الدولي للإنشاء والتعمير | 29 سبتمبر 1986        | 3 يناير 1952         |
|             | الاتحاد البريدي العالمي       | ?                     | ?                    |
|             | بنك التنمية الآسيوي           | 1974                  | 1973                 |
|             | يونسكو                        | 24 أكتوبر 1989        | 27 يونيو 1949        |

## وصلات خارجية
- موقع وزارة الخارجية الميانمارية